# ريفاروسا
ريفاروسا هي كومونا في مدينة تورينو الحضرية في المنطقة الإيطالية بيدمونت ، وتقع حوالي 20 كم شمال تورين . تقع ريفاروسا على حدود البلديات التالية: ريفارولو كانافيزي و أوليانيكو و أمام سان فرانسيسكو آل كامبو (إيطاليا) و لومباردور .